# Березьково
Березьково (рос. Березьково) — присілок Велізького району Смоленської області Росії. Входить до складу Заозерського сільського поселення.
Населення — 16 осіб (2007 рік).